# San Martin de Tor
San Martin de Tor är en ort och kommun i provinsen Sydtyrolen i regionen Trentino-Sydtyrolen i Italien. Kommunen hade 1 767 invånare (2018).